# Kaspar Hassel
Kaspar Frederik Hassel (* 6. November 1877 in Roan; † 9. April 1962 in Bergen) war ein norwegischer Architekt und Segler.

## Leben

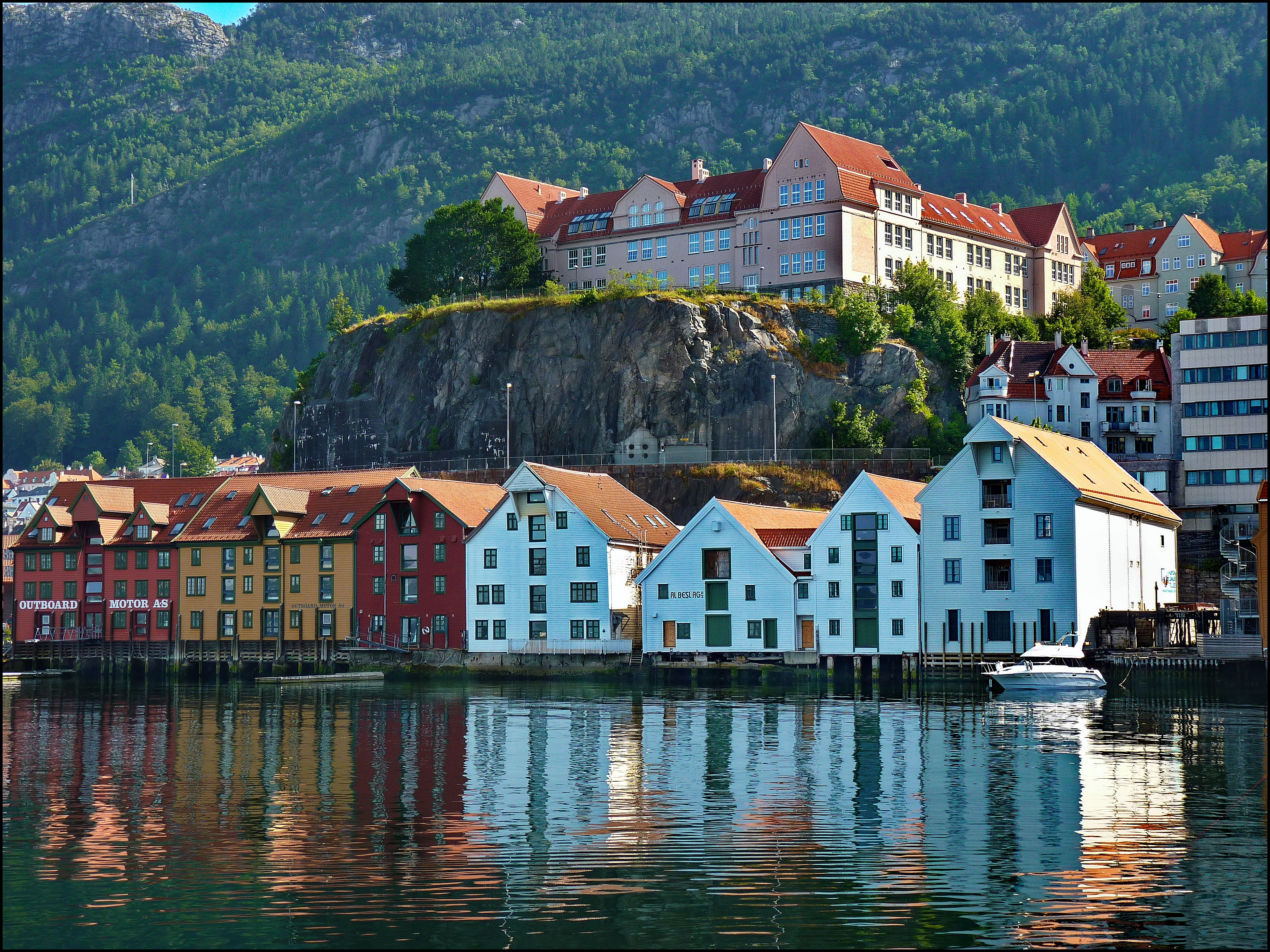
Rothaugen Skole vom Hafen aus gesehen

Hassel wurde in Roan im Trøndelag als Sohn des Lensmanns Anton Markus Hassel und dessen Frau Veladeria Kaald geboren. Seine jüngere Schwester war die Malerin Signy Willums, die vornehmlich für ihre Landschaftsbilder bekannt wurde.
Er absolvierte 1899 die Technische Hochschule in Trondheim und beendete 1901 sein Architekturstudium an der Technischen Hochschule in Berlin. Daraufhin arbeitete er als Assistent des Trondheimer Bezirksingenieurs. Ab 1904 war er bei der Stadt Bergen angestellt, zunächst als Architekt im Büro des Bezirksingenieurs, ab 1909 als Leiter der Stadtentwicklung. Ab 1924 bis zu seiner Pensionierung 1947 war Hassel der erste Stadtarchitekt Bergens.

## Werk

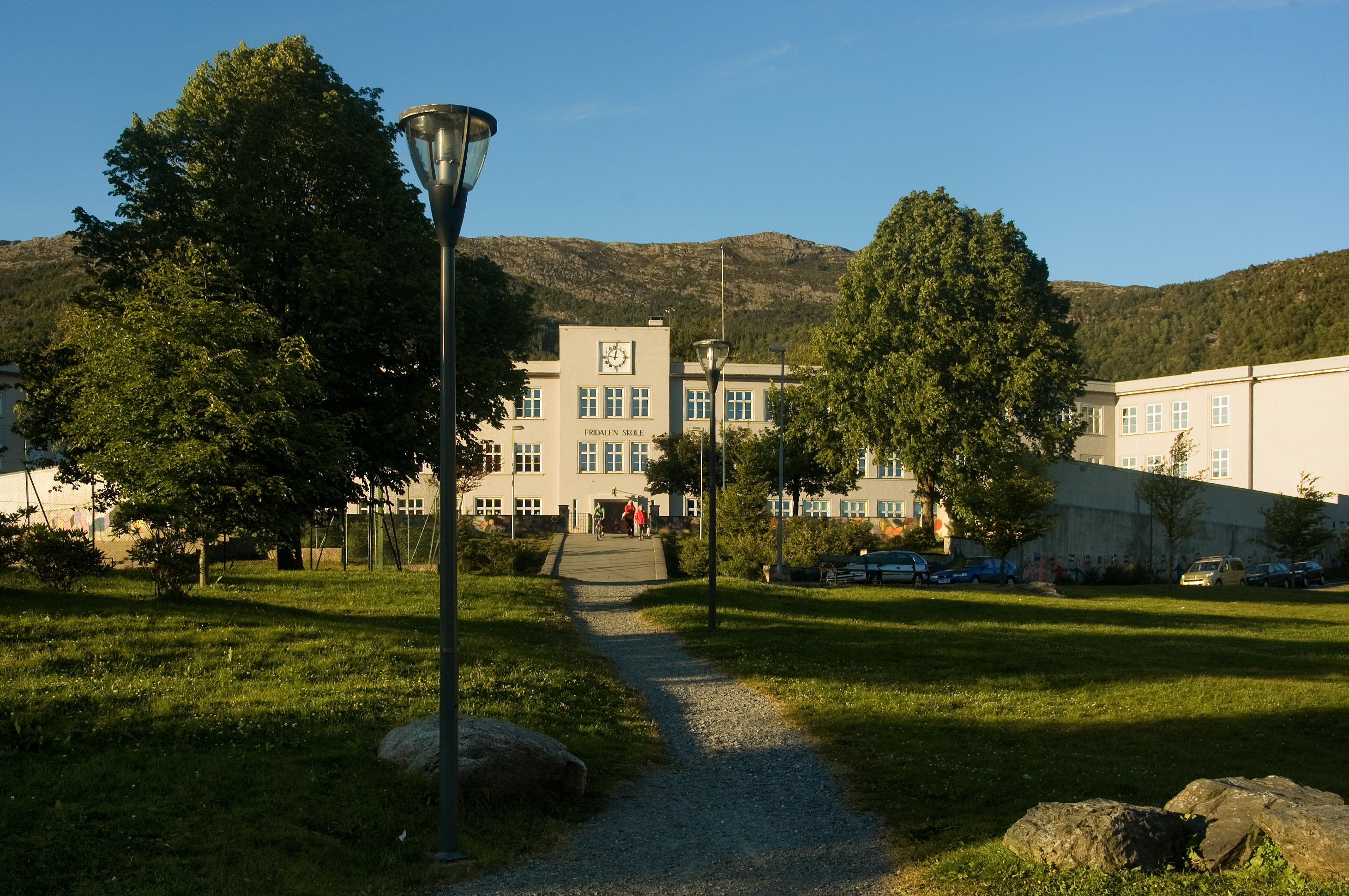
Fridalen Skole

Als Stadtarchitekt hatte Hassel einen starken Einfluss auf die Stadtentwicklung Bergens. Er entwarf mehrere der großen Zentrumsschulen Bergens, die noch heute in Benutzung sind. Auch der ehemalige zentrale Schlachthof, der heute als Wohn- und Bürogebäude genutzt wird, mehrere Gebäude des Haukeland Sykehus und die ersten kommunalen Wohnungen in Rothaugen wurden nach Zeichnungen Hassels erbaut. Die Schulen Rothaugen Skole (1910) und Møhlenpris Skole (1911) waren nach deutschem Vorbild erbaut und galten als besonders fortschrittlich in ihrer Aufteilung und zeichneten sich durch eine hohe Bauqualität aus. Unter seinen späteren Werken tritt Fridalen Skole im Art-déco-Stil hervor, die zu ihrer Erbauung mit rund 2400 Schülern die größte Grundschule Norwegens war.

## Teilnahme an den Olympischen Spielen
Kaspar Hassel, der für den Bergens Seilforening segelte, wurde 1920 in Antwerpen bei den Olympischen Spielen in der 12-Meter-Klasse nach der International Rule von 1919 Olympiasieger. Er war Crewmitglied der Heira II, die als einziges Boot seiner Klasse teilnahm. Der Heira II genügte mangels Konkurrenz in zwei Wettfahrten jeweils das Erreichen des Ziels zum Gewinn der Goldmedaille. Zur Crew gehörten neben Christen Wiese, Martin Borthen, Egill Reimers, Arthur Allers auch die Brüder Thor, Olaf und Erik Ørvig. Skipper der Heira II war Johan Friele.